# 박보람 (연출가)
박보람은 대한민국의 연출가이다. 
SBS 드라마본부의 프로듀서로 열혈사제, 펜트하우스(드라마) 등 보조 연출을 맡았으며  
2022년 악의 마음을 읽는 자들이라는 드라마로 첫 메인PD로 발돋움 하게 되었다.

## 작품 활동

### 드라마
- SBS 《악의 마음을 읽는 자들》[3][4][5]
- SBS 《펜트하우스》(2021, 공동연출)[6]
- SBS 《열혈사제》(2019, 공동연출)[7][8]